# Martins
|  | Per a altres significats, vegeu «Rafael Martins». |

Martins és una masia del municipi de Pinell de Solsonès a la comarca catalana del Solsonès, construïda durant el segle xvi.
Està situada a 530 m d'altitud.

## Pla d'ordenació urbanística municipal
En el POUM del municipi de Pinell, es justifiquen les següents raons legals que n'aconselles la recuperació i preservació:
- Paisatgístic: posició en el territori, visibilitat des dels recorreguts principals, integració en el paisatge.
- Mediambiental: l'estructura del medi rural del municipi es fonamenta en un sistema de masies gairebé equidistants que facilita l'explotació i control del medi. L'ocupació permanent de la masia facilitarà l'explotació agrícola i la preservació del medi.
- Històric: època de construcció segle xvi. Raons històriques del seu enclavament i ús.